# 경상남도김해교육지원청
경상남도김해교육지원청(慶尙南道金海敎育支援廳, Gimhae Office of Education)은 경상남도 김해시의 교육을 담당하기 위해 경상남도교육청 산하에 설치된 교육지원청이다.
교육장은 장학관으로 보한다.

## 연혁
- 1952년 8월 20일: 김해군 교육구 발족
- 1964년 1월 1일: 교육자치제 부활 법률 제 1435호(김해군 교육구 발족)
- 2010년 9월 1일: 경상남도김해교육지원청으로 개칭

## 조직

### 본청
- 교육지원국
  - 초등교육과
    - 초등장학담당
    - 초등인사담당
    - 과학정보담당
    - 유아특수담당

  - 중등교육과
    - 중등장학담당
    - 중등인사담당
    - 학생생활안전담당
    - 학사관리담당

  - 평생체육과
    - 평생교육담당
    - 체육청소년담당
    - 보건담당
    - 급식담당
- 행정지원국
  - 행정지원과
    - 행정지원담당
    - 학생수용담당
    - 전산정보담당

  - 교육재정과
    - 예산담당
    - 경리담당

  - 교육시설과
    - 초등시설담당
    - 중등시설담당
    - 밀양시설담당
    - 설비담당

### 부속기관
- 특수교육지원센터
- 김해Wee센터
- 학교컨설팅장학 지원센터
- 김해영재교육원

### 소속기관
- 진영도서관
- 김해학생체육관

## 관내학교
유치원
- 김해유치원, 장유유치원

초등학교
| - 김해가야초등학교 - 경운초등학교 - 계동초등학교 - 관동초등학교 - 구봉초등학교 - 구산초등학교 - 금동초등학교 - 금산초등학교 - 김해구지초등학교 - 김해내동초등학교 - 김해대곡초등학교 - 김해동광초등학교 - 김해봉황초등학교 - 김해부곡초등학교 - 김해삼성초등학교 | - 김해신명초등학교 - 김해신안초등학교 - 김해외동초등학교 - 김해합성초등학교 - 김해활천초등학교 - 능동초등학교 - 대감초등학교 - 대동초등학교 - 대중초등학교 - 대진초등학교 - 대청초등학교 - 덕정초등학교 - 봉명초등학교 - 분성초등학교 - 삼계초등학교 | - 삼문초등학교 - 삼방초등학교 - 생림초등학교 - 석봉초등학교 - 수남초등학교 - 신어초등학교 - 신천초등학교 - 안명초등학교 - 어방초등학교 - 영운초등학교 - 용산초등학교 - 우암초등학교 - 월산초등학교 - 율하초등학교 - 이북초등학교 | - 이작초등학교 - 임호초등학교 - 장유초등학교 - 주동초등학교 - 각주초등학교 - 주촌초등학교 - 진례초등학교 - 진영금병초등학교 - 진영대창초등학교 - 진영대흥초등학교 - 칠산초등학교 - 한림초등학교 - 화정초등학교 |

중학교
| - 가야중학교 - 경운중학교 - 관동중학교 - 구산중학교 - 김해대곡중학교 - 김해대동중학교 - 김해삼계중학교 - 김해서중학교 | - 김해여자중학교 - 김해중앙여자중학교 - 김해중학교 - 내덕중학교 - 내동중학교 - 능동중학교 - 대청중학교 - 봉명중학교 | - 분성중학교 - 삼정중학교 - 생림중학교 - 신어중학교 - 영운중학교 - 월산중학교 - 율하중학교 - 임호중학교 | - 장유중학교 - 진례중학교 - 진영여자중학교 - 진영중학교 - 한림중학교 - 한얼중학교 - 활천중학교 |

특수학교
- 경남은혜학교

## 같이 보기
- 대한민국 교육부
- 경상남도교육청